# Jie Liu
Jie Liu (en xinès tradicional: 劉傑; en xinès simplificat: 刘杰; en pinyin: Liú Jié; Tianjin, 13 de febrer de 1968) és un guionista i director de cinema xinès.
El 1986 es va presentar a les proves d'accés de l'Acadèmia Central de Belles Arts de Pequín. Posteriorment, treballà dirigint sèries de TV. El seu primer treball com a director, El viatge del jutge Feng (2006), va ser molt elogiat i va guanyar el premi a la millor pel·lícula revelació a la secció Orizzonti del Festival de Venecia.

## Filmografia
- 2015 — De Lan
- 2013 — Qing Chun Pai
- 2010 — Bi luo xue shan
- 2009 — Touxi
- 2006 — Mabei shang de fating[3]
- 2000 — Qing he jue lian (TV Series)